# Balta montaguei
Balta montaguei är en kackerlacksart som först beskrevs av Lucien Chopard 1924.  Balta montaguei ingår i släktet Balta och familjen småkackerlackor.
Artens utbredningsområde är Nya Kaledonien. Inga underarter finns listade.